# Кевін Родрігес (еквадорський футболіст)
Кевін Родрігес (ісп. Kevin Rodríguez; нар. 4 березня 2000, Ібарра) — еквадорський футболіст, нападник клубу «Імбабура» і національної збірної Еквадору.

## Клубна кар'єра
Народився 4 березня 2000 року в Ібаррі. Вихованець юнацьких команд місцевого футбольного клубу «Імбабура».
У дорослому футболі дебютував 2017 року виступами за його головну команду, де згодом став одним з основних атакувальних гравців.

## Виступи за збірну
Восени 2022 року, не маючи в активі жодної гри за національну збірну Еквадору, був включений до її заявки для участі у тогорічному чемпіонаті світу в Катарі. Дебютував за головну команду країни напередодні старту турніру в одній із контрольних ігор, а безпосередньо на мундіалі удруге з'явівся на полі у формі збірної, вийшовши на заміну наприкінці гри-відкриття чемпіонату проти його господарів катарців, яку Еквадор виграв з рахунком 2:0.
| Дата       | Місто                    | Господарі | Результат | Гості   | Турнір             | Голи | Примітки |
| ---------- | ------------------------ | --------- | --------- | ------- | ------------------ | ---- | -------- |
| 12-11-2022 | Мадрид                   | Еквадор   | 0 – 0     | Ірак    | товариський матч   | -    | 63'      |
| 20-11-2022 | Ель-Хаур (муніципалітет) | Катар     | 0 – 2     | Еквадор | ЧС 2022 - 1-й етап | -    | 87'      |
| Усього     |                          | Матчів    | 2         |         | Голів              | 0    |          |

## Досягнення
«Імбабура»
- Володар Суперкубка Еквадору: 2023
- Володар Рекопи Південної Америки: 2023

«Юніон»
- Володар Кубка Бельгії: 2023–24[1]
- Володар Суперкубка Бельгії: 2024
- Чемпіон Бельгії: 2024–25